# Patriotyczny Ruch Ocalenia
Patriotyczny Ruch Ocalenia (franc. Mouvement Patriotique du Salut, MPS) – partia polityczna, rządząca Czadem od 1990 r.

## Historia
Gdy w 1989 r. prezydent Hissène Habré oskarżył Idrissa Déby, dowódcę armii, o przygotowywanie zamachu stanu, Déby zdecydował się na ucieczkę do Libii, a następnie do Sudanu. Tam, mając wsparcie rządu sudańskiego oraz pomoc finansową ze strony Libii utworzył tzw. Ruch 1 Kwietnia, jednoczący przeciwników prezydenta Habré. Celem ugrupowania było zdestabilizowanie sytuacji wewnętrznej w Czadzie oraz obalenie rządzącego prezydenta. 
W październiku 1989 r. Déby podjął działania zbrojne zmierzające do obalenia prezydenta. W tym celu z terytorium Sudanu organizowane były ataki na nadgraniczne obszary czadyjskie. Podjął również rozmowy z innymi ugrupowaniami antyprezydenckimi działającymi na wygnaniu, czego efektem było utworzenie  10 marca 1990 r. Patriotycznego Ruchu Ocalenia, jednoczącego członków Ruchu 1 Kwietnia oraz innych ugrupowań emigracyjnych. Decydujący atak rozpoczął się 10 listopada 1990 a 2 grudnia Déby przy pomocy wiernych sobie oddziałów wojska zajął stolicę Czadu, Ndżamenę i wraz z MPS przejął władzę. Habré udał się na emigrację, najpierw do Kamerunu a potem do Senegalu.
Déby był kandydatem MPS podczas wyborach prezydenckich w 1996 roku i wygrał je w drugiej turze. Deby zwyciężył również w wyborach w 2001 roku uzyskując 63,2% głosów. Podczas wyborów prezydenckich w 2006 roku Déby został wybrany na trzecią kadencję zdobywając 64,7% głosów.
W 2002 r. Patriotyczny Ruch Ocalenia wygrał wybory parlamentarne zdobywając 113 spośród 155 miejsc. Dysponując większością głosów partia ta rządzi krajem w koalicji z dwoma mniejszymi ugrupowaniami politycznymi.